# 罗索尔·拉甘
罗索尔·拉甘（1887年—1940年5月4日），蒙古族，今蒙古国科布多省布彦特人，蒙古政治家。1930年至1932年任國家小呼拉爾主席團主席。

## 生平
拉甘于1887年生于今蒙古国科布多省布彦特县。1923年，拉甘加入蒙古人民党。1925年，拉甘被任命为蒙古人民革命党科布多省委员会审计委员会主席，后于1928年升任蒙古人民革命党中央审计委员会主席。1930年3月，拉甘当选为蒙古人民革命党中央委员会主席团成员。自1930年4月27日至1932年7月2日，拉甘担任國家小呼拉爾主席團主席。1932年6月，拉甘被开除出蒙古人民革命党中央委员会。此后，拉甘降职至科布多省任职。1937年9月，拉甘被内务部以反革命的罪名逮捕，后于1940年5月4日被宣判并处决。1962年，拉甘获得平反。